# Факел-Ямал
«Факел-Ямал» (до 2024 — «Факел») — российский мужской волейбольный клуб из Нового Уренгоя. Основан в 1996 году. Бронзовый призёр чемпионата России (2008/09, 2018/19), обладатель Кубка Европейской конфедерации волейбола (2006/07) и Кубка вызова (2016/17).

## История

### Первые годы
В 1984 году при ПО «Уренгойгазпром» была образована мужская волейбольная команда, которая спустя 10 лет была заявлена во вторую лигу первенства России, а в 1996 году получила профессиональный статус и право участвовать в чемпионате России среди команд первой лиги.
Дебют «Факела» в первой лиге состоялся в сезоне 1996/97 годов — команда заняла 17-е место. В 2001 году «Факел» стал третьим в финальном турнире высшей лиги «Б», а в следующем сезоне, проиграв за весь чемпионат лишь три матча, уверенно победил в финале и перешёл в высшую лигу «А». Всего два года потребовалось «Факелу» для выхода в Суперлигу — в 2003-м новоуренгойцы были третьими, в 2004-м под руководством Владимира Кондры финишировали вторыми вслед за новосибирским «Локомотивом».
Перед стартом сезона-2004/05 состав команды кардинально обновился: коллектив пополнили доигровщики Матти Олликайнен (Финляндия) и Владимир Сухарев, диагональные Андрей Ткаченко и Алексей Черемисин, блокирующие Адам Новик (Польша) и Денис Абакумов, связующий Алексей Бабешин. Из тех волейболистов, кто завоёвывал путёвку в Суперлигу, остались Артём Решетников, Дмитрий и Сергей Михайловы, Иван Харламов. В своём первом сезоне в элите российского волейбола подопечные Кондры заняли 11-е место, сохранив тем самым прописку в Суперлиге.

### 2005—2010: Кубок CEV и бронза Суперлиги
В межсезонье 2005 года в «Факеле» вновь произошли значительные изменения — пост главного тренера занял Борис Колчин, в состав были приглашены известные российские волейболисты Роман Яковлев, Константин Ушаков, Илья Савельев, Андрей Ащев, Артём Ермаков, а также болгарин Евгений Иванов. Сибирский коллектив стал главным открытием сезона и финишировал на 4-м месте в чемпионате России.
Строительство суперклуба в Новом Уренгое продолжилось летом 2006-го, когда в команде появился первый итальянский легионер в истории российского чемпионата Матей Чернич, а также были подписаны контракты с Русланом Олихвером и вице-чемпионом Олимпийских игр 1992 года Марко Клоком. 18 марта 2007 года в финале Кубка Европейской конфедерации волейбола, проходившем в Новом Уренгое, «Факел» разгромил итальянскую «Пьяченцу», в которой играли такие звёзды, как Леонель Маршаль, Никола Грбич, Сержио, и стал первым российским клубом, выигравшим этот престижный еврокубок. Золотые медали завоевали Анатолий Биржевой, Филипп Воронков, Алексей Ежов, Марко Клок, Сергей Латышев, Дмитрий Михайлов, Руслан Олихвер, Илья Савельев, Константин Ушаков, Матей Чернич, Сергей Юркин, Роман Яковлев. На пути «Факела» к вершинам российских соревнований встало московское «Динамо», обыгравшее его в финале Кубка России и полуфинальной серии Суперлиги.
Летом 2007 года триумфаторы Кубка CEV Ушаков, Чернич, Клок, Олихвер и Ежов покинули команду, а пополнили состав знаменитый связующий сборной России Вадим Хамутцких, американский блокирующий Томас Хофф и венгерский доигровщик Дёмётёр Месарош. Как оказалось, лишь на год — новички «Факела» не оправдали возлагавшихся на них надежд и сезон-2007/08 завершился для новоуренгойского клуба отступлением по всем фронтам — провалом в Кубке России, 7-м местом в национальном чемпионате и полуфиналом Кубка CEV, проигранным звёздной итальянской «Роме».
В межсезонье «Факел» подписал контракты со связующим Кевином Хансеном и доигровщиком Шоном Руни, которые в августе в составе сборной США стали олимпийскими чемпионами, а на место диагонального Романа Яковлева пришёл Михаил Бекетов, до этого 14 сезонов подряд защищавший цвета одинцовской «Искры». Именно Хансен, который был мало известен российской волейбольной общественности, и многоопытный Бекетов стали лидерами команды. При американском пасующем фирменной чертой игры «Факела» стало активное использование в нападении первых темпов — Россамахина и Крицкого. В феврале 2009 года команда последовательно обыграла считавшихся главными фаворитами «Динамо» и «Искру», после чего вышла на первое место в турнирной таблице, которое смогла сохранить до конца регулярного чемпионата. После поражения в полуфинальной серии от будущего чемпиона страны, казанского «Зенита», «Факел» затем одержал три подряд победы над столичным «Динамо» и 2 мая 2009 года стал обладателем первых в своей истории медалей российского чемпионата — бронзовых. Через год динамовцы взяли реванш, обыграв «Факел» в четвертьфинальной серии Суперлиги.

### 2010—2014: нереализованные амбиции
В декабре 2010 года, когда «Факел» оказался на 9-м месте в турнирной таблице чемпионата России, из команды ушёл Борис Колчин, с имением которого связаны основные достижения сибиряков. Исполняющим обязанности главного тренера был назначен Игорь Чутчев, который долгое время был старшим тренером в штабе Колчина. В короткие сроки команда совершила резкий скачок по турнирной таблице регулярного чемпионата, завершила его на четвёртом месте и получила преимущество своей площадки в первом раунде плей-офф. Однако дальше него приполярники пройти не смогли — на пути вновь встало «Динамо», которое в итоге добралось до серебряных медалей. Ещё обиднее оказалась неудача в Кубке вызова. Выиграв первый четвертьфинальный матч у «Аркаса», подопечные Чутчева имели три матчбола в четвёртой партии ответной встречи в Измире, однако их не реализовали и уступили в матче (2:3), а затем и в золотом сете.
Перед сезоном-2011/12 в «Факел» пришли игроки, с которыми руководство клуба связывало большие планы. В сибирский клуб из «Ярославича» перебрались один из лучших диагональных страны Семён Полтавский, капитан сборной Сербии Боян Янич и главный тренер Сергей Шляпников, из Казани — чемпионы России в составе «Зенита» Максим Пантелеймоненко и Александр Абросимов, основным пасующим стал игрок сборной России Сергей Макаров. К тому же в составе уже были либеро Александр Соколов, который с национальной сборной выиграл Мировую лигу, а также мощный диагональный Константин Бакун. Однако уже с первого тренировочного сбора серьёзно обновленную команду стали преследовать травмы. Полтавский из-за повреждения плеча большую часть сезона лечился, после чего покинул «Факел», долгое время не играли Янич, Антон Асташенков и Дмитрий Красиков, а Игорь Россамахин вообще был вынужден фактически завершить профессиональную карьеру. По итогам регулярного чемпионата, который «Факел» заканчивал уже с итальянским специалистом Серджо Бузато, сибиряки не сумели пройти напрямую в стадию 1/4 финала Суперлиги, которая позволяла избежать игр плей-аут. В серии до двух побед в 1/8 финала «Факел» уступил харьковскому «Локомотиву». По итогам плей-аут команда заняла 10-е место. В августе 2012 года либеро «Факела» Александр Соколов в составе сборной России стал чемпионом Олимпийских игр в Лондоне.
В сезоне-2012/13 под руководством нового тренера, известного в прошлом связующего итальянской сборной Фердинандо Де Джорджи, «Факел» по итогам предварительного этапа чемпионата напрямую вышел в четвертьфинал, в котором проиграл «Уралу» и в итоге занял 6-е место. Следующий сезон также не принёс «Факелу» желаемых результатов, несмотря на то, что по именам состав северян выглядел весьма серьёзно. Летом 2013 года в команду пришли соотечественник главного тренера связующий Валерио Вермильо, один из лидеров сборной России доигровщик Алексей Спиридонов и его коллега по амплуа из сборной Польши Михал Винярский, в компанию к старожилу команды блокирующему Александру Крицкому добавился победитель Лиги чемпионов-2013 Александр Гуцалюк, остался в Новом Уренгое один из самых результативных диагональных чемпионата России Константин Бакун. В декабре «Факел» выбыл из розыгрыша Кубка вызова, проиграв по сумме результатов двух матчей французскому «Нанту», а во внутренних соревнованиях главным обидчиком команды Де Джорджи стал новосибирский «Локомотив», не пустивший её в проходившие в формате «Финала шести» решающие стадии Кубка и чемпионата России.

### 2014—2021: ставка на молодёжь

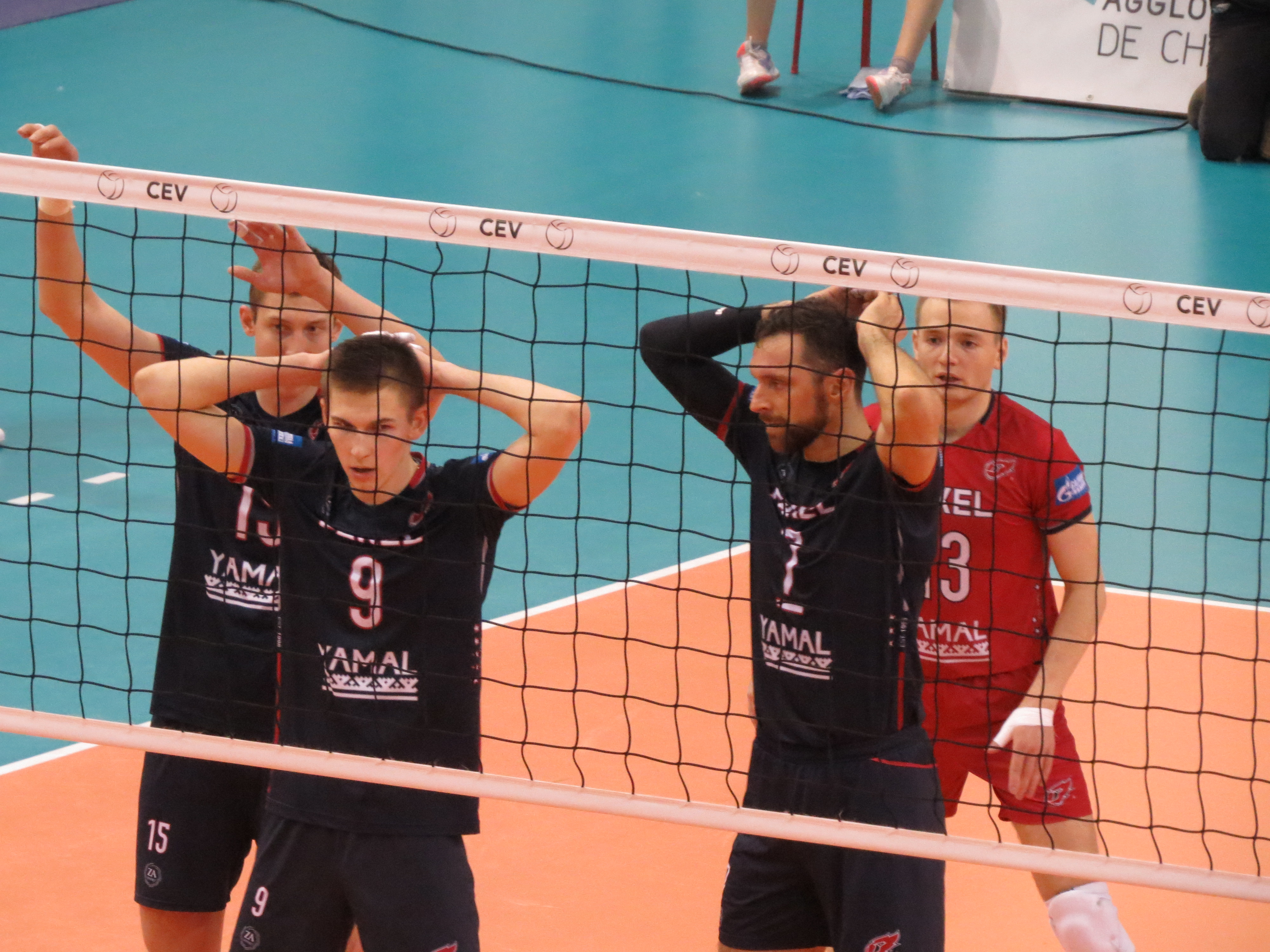
12 апреля 2017 года. Дмитрий Волков, Иван Яковлев, Игорь Колодинский, Владимир Шишкин в первом матче финала Кубка вызова против «Шомона»

В межсезонье 2014 года «Факел» покинули сразу девять игроков, расстался с коллективом и тренер Фердинандо Де Джорджи, на смену которому пришёл Юрий Панченко из расформированной женской команды. В самом начале сезона-2014/15 основной диагональный «Факела» Константин Бакун перебрался в «Газпром-Югру», позднее его примеру последовал прежний капитан приполярников Дмитрий Красиков. Приобретения клуба в условиях финансовой нестабильности выглядели не столь серьёзными: в Новый Уренгой перебрались не имевшие большой игровой практики в своих бывших клубах связующий Игорь Колодинский, диагональный Игорь Тюрин, центральный Алексей Самойленко. В основной состав были переведены три 19-летних волейболиста — Егор Клюка и Илья Власов, в прошлом сезоне в блестящем стиле завоевавшие золото чемпионата Молодёжной лиги, а также Дмитрий Волков. Их игра стала приятным откровением для специалистов. «Факел» пробился в финальный этап Кубка России, перед новогодним перерывом в чемпионате занимал 6-е место в турнирной таблице, но во второй половине сезона во многом по причине травм у Колодинского и Волкова сбавил обороты. Перед последним туром регулярного чемпионата был отправлен в отставку Юрий Панченко, и к обязанностям главного тренера в очередной раз приступил Игорь Чутчев. С 7-го места «Факел» вышел в плей-офф на казанский «Зенит» и проиграл оба матча четвертьфинальной серии, проходивших на площадке соперника из-за несоответствия КСЦ «Газодобытчик» требованиям регламента. После победы в утешительном полуфинале над «Губернией» уренгойцы в серии за 5-е место уступили «Локомотиву», но из-за отказа новосибирцев от участия в Кубке вызова-2015/16 получили путёвку в этот евротурнир. Летом 2015 года Колодинский, Власов и Клюка дебютировали в сборной России.
В сезоне-2015/16 команда Игоря Чутчева добралась до решающих матчей Кубка вызова, в которых дважды со счётом 2:3 уступила итальянской «Вероне». В феврале 2017 года главным тренером «Факела» был назначен итальянский специалист Камилло Плачи, а Игорь Чутчев перешёл на должность старшего тренера. Также по ходу сезона уверенно влился в коллектив молодой диагональный Александр Кимеров. В новом розыгрыше Кубка вызова «Факел» выиграл 10 из 10 проведённых матчей и завоевал второй в своей истории международный трофей. В финальных матчах в Париже и Новом Уренгое с одинаковым счётом 3:1 был обыгран французский «Шомон», а лучшим игроком финала организаторы признали Дмитрия Волкова. Тем временем в чемпионатах страны «Факелу» не удавалось подняться на пьедестал: в 2016 и 2017 годах команда финишировала 5-й, а в 2018-м, ничего не сумев противопоставить в четвертьфинале петербургскому «Зениту», заняла итоговое 6-е место.
Перед началом сезона-2018/19 в составе «Факела» диагонального Павла Мороза сменил белорус Артур Удрис, блокирующих Илью Власова и Вадима Лихошерстова — Андрей Ананьев и Дмитрий Коленковский, а либеро Владимира Шишкина — американец Эрик Шоджи. В ноябре 2018 года команда Камилло Плачи по wild card дебютировала на клубном чемпионате мира и в первом же матче отметилась победой над действующим обладателем трофея и многократным чемпионом России казанским «Зенитом» — 3:2. В полуфинале турнира приполярники уступили итальянскому «Трентино» (1:3), а в матче за бронзу со счётом 3:1 обыграли польскую «Ресовию». Ведомый атакующим трио Удрис — Волков — Клюка, «Факел» стал 4-м в регулярном чемпионате России, а в плей-офф выиграл четвертьфинальную серию у «Белогорья», уступил в полуфинале казанскому «Зениту», в матчах за 3-е место взял верх над «Зенитом» (Санкт-Петербург) и спустя 10 лет вернулся на пьедестал Суперлиги. Ставший лучшим по статистике блокирующим чемпионата России Иван Яковлев летом 2019 года перешёл в петербургский «Зенит», годом позже в Северную столицу отправился Егор Клюка, а в 2021-м «Факел» покинули доигровщики Дмитрий Волков и Денис Богдан. Эта четвёрка воспитанников клуба в августе 2021 года завоевала серебро на Олимпийских играх в Токио.

### 2021 —н.в.: новый молодёжный проект
Летом 2021 года, расставшись почти со всеми лидерами, кроме хорватского связующего Тимофея Жуковского, «Факел» собрал самый молодой состав среди команд Суперлиги, в который вошли игроки молодёжной сборной России Михаил Вышников, Станислав Динейкин, Омар Курбанов, Никита Морозов, Вадим Юцевич, диагональный сборной Белоруссии Владислав Бабкевич, блокирующий Александр Мельников и либеро Евгений Андреев. В чемпионате России под руководством Михаила Николаева и сменившего его в феврале 2022 года Романа Яковлева «Факел» занял 10-е место, а 20-летний Бабкевич стал самым результативным игроком турнира. В сезоне-2022/23, укрепив состав опытными Сергеем Гранкиным и Евгением Сивожелезом, «Факел» добрался до четвертьфинала чемпионата России, в котором уступил московскому «Динамо». В следующем сезоне «Факел» возглавил бывший наставник молодёжной команды Роман Емполов. Несмотря на потерю Владислава Бабкевича и Евгения Сивожелеза, перешедших по ходу чемпионата в петербургский «Зенит», уренгойцы превзошли прошлогодний результат, победив в четвертьфинальной серии вторую команду регулярного первенства — «Локомотив», и в итоге заняли 4-е место.
Летом 2024 года по инициативе губернатора Ямало-Ненецкого автономного округа Дмитрия Артюхова клуб был переименован в «Факел-Ямал».

## Результаты выступлений

### Чемпионат России
| Сезон   | Лига                  | Место             | И  | В  | П  | С/П    | Главный тренер                         |
| ------- | --------------------- | ----------------- | -- | -- | -- | ------ | -------------------------------------- |
| 1996/97 | 1-я лига (III)        | 17-е              |    |    |    |        |                                        |
| 1997/98 | 1-я лига (IV)         | 5-е в зоне Сибири |    |    |    |        | Владимир Мыслин                        |
| 1998/99 | 1-я лига (IV)         | 4-е в зоне Сибири |    |    |    |        | Владимир Мыслин                        |
| 1999/00 | Высшая лига «Б» (III) | 4-е в зоне Сибири | 34 | 21 | 13 | 69:47  | Владимир Журбин                        |
| 2000/01 | Высшая лига «Б» (III) | 3-е               | 42 | 32 | 10 | 109:46 | Владимир Журбин                        |
| 2001/02 | Высшая лига «Б» (III) | 1-е               | 48 | 45 | 3  | 141:32 | Владимир Журбин                        |
| 2002/03 | Высшая лига «А» (II)  | 3-е               | 42 | 29 | 13 | 98:65  | Владимир Журбин                        |
| 2003/04 | Высшая лига «А» (II)  | 2-е               | 36 | 24 | 12 | 84:51  | Владимир Кондра                        |
| 2004/05 | Суперлига (I)         | 11-е              | 36 | 12 | 24 | 63:78  | Владимир Кондра                        |
| 2005/06 | Суперлига (I)         | 4-е               | 34 | 19 | 15 | 66:53  | Борис Колчин                           |
| 2006/07 | Суперлига (I)         | 4-е               | 21 | 10 | 11 | 40:43  | Борис Колчин                           |
| 2007/08 | Суперлига (I)         | 7-е               | 22 | 9  | 13 | 36:46  | Борис Колчин                           |
| 2008/09 | Суперлига (I)         | 3-е               | 32 | 24 | 8  | 80:50  | Борис Колчин                           |
| 2009/10 | Суперлига (I)         | 5-е               | 25 | 14 | 11 | 48:46  | Борис Колчин                           |
| 2010/11 | Суперлига (I)         | 7-е               | 25 | 14 | 11 | 54:47  | Борис Колчин, Игорь Чутчев             |
| 2011/12 | Суперлига (I)         | 10-е              | 29 | 17 | 12 | 61:48  | Сергей Шляпников, Серджо Бузато        |
| 2012/13 | Суперлига (I)         | 6-е               | 31 | 16 | 15 | 68:54  | Фердинандо Де Джорджи                  |
| 2013/14 | Суперлига (I)         | 9-е               | 25 | 11 | 14 | 48:50  | Фердинандо Де Джорджи                  |
| 2014/15 | Суперлига (I)         | 6-е               | 34 | 16 | 18 | 61:65  | Юрий Панченко, Игорь Чутчев            |
| 2015/16 | Суперлига (I)         | 5-е               | 26 | 17 | 9  | 59:42  | Игорь Чутчев                           |
| 2016/17 | Суперлига (I)         | 5-е               | 31 | 19 | 12 | 65:52  | Игорь Чутчев, Камилло Плачи            |
| 2017/18 | Суперлига (I)         | 6-е               | 33 | 21 | 12 | 71:46  | Камилло Плачи                          |
| 2018/19 | Суперлига (I)         | 3-е               | 33 | 23 | 10 | 82:52  | Камилло Плачи                          |
| 2019/20 | Суперлига (I)         | 6-е               | 19 | 12 | 7  | 47:29  | Камилло Плачи                          |
| 2020/21 | Суперлига (I)         | 6-е               | 32 | 20 | 12 | 74:54  | Камилло Плачи, Михаил Николаев         |
| 2021/22 | Суперлига (I)         | 10-е              | 28 | 9  | 19 | 38:67  | Михаил Николаев, Роман Яковлев (и. о.) |
| 2022/23 | Суперлига (I)         | 7-е               | 39 | 18 | 21 | 71:73  | Роман Яковлев                          |
| 2023/24 | Суперлига (I)         | 4-е               | 41 | 19 | 22 | 68:90  | Роман Емполов                          |
| 2024/25 | Суперлига (I)         | 10-е              | 30 | 10 | 20 | 47:73  | Роман Емполов                          |

### Еврокубки
| Сезон   | Место                    | И  | В  | П | С/П   | Главный тренер              |
| ------- | ------------------------ | -- | -- | - | ----- | --------------------------- |
| 2006/07 | победа в Кубке CEV       | 6  | 6  | 0 | 18:2  | Борис Колчин                |
| 2007/08 | 4-е место в Кубке CEV    | 10 | 7  | 3 | 24:12 | Борис Колчин                |
| 2009/10 | 1/8 финала Кубка CEV     | 4  | 2  | 2 | 7:6   | Борис Колчин                |
| 2010/11 | 1/4 финала Кубка вызова  | 6  | 5  | 1 | 17:6  | Борис Колчин, Игорь Чутчев  |
| 2013/14 | 1/16 финала Кубка вызова | 4  | 3  | 1 | 10:5  | Фердинандо Де Джорджи       |
| 2015/16 | финал Кубка вызова       | 10 | 8  | 2 | 28:10 | Игорь Чутчев                |
| 2016/17 | победа в Кубке вызова    | 10 | 10 | 0 | 30:3  | Игорь Чутчев, Камилло Плачи |

## Достижения
- Бронзовый призёр чемпионата России — 2008/09, 2018/19.
- Финалист Кубка России — 2006, 2022.
- Победитель Кубка Сибири и Дальнего Востока — 2006, 2007.
- Победитель Кубка CEV — 2006/07.
- Победитель Кубка вызова — 2016/17.
- Финалист Кубка вызова — 2015/16.
- Бронзовый призёр чемпионата мира среди клубов — 2018.

## Сезон-2024/25

### Переходы
- Пришли: связующий Матиас Хираудо («Туркуэн», Франция), доигровщик Клим Мозжухин (АСК).
- Ушли: связующий Сергей Гранкин («Ярославич», главный тренер), доигровщики Станислав Динейкин («Зенит» Санкт-Петербург) и Вадим Юцевич («Университет»), центральный блокирующий Александр Мельников («Белогорье»).
- Дозаявлен связующий Егор Казбанов (МГТУ).
- Отзаявлен связующий Михаил Вышников (МГТУ).

### Состав команды
| №                       | Имя                     | Год рождения            | Рост                    |                         |                         |
| Центральные блокирующие | Центральные блокирующие | Центральные блокирующие | Центральные блокирующие | Центральные блокирующие | Центральные блокирующие |
| ----------------------- | ----------------------- | ----------------------- | ----------------------- | ----------------------- | ----------------------- |
| 2                       | Виталий Дикарев         | 1999                    | 208                     |                         |                         |
| 4                       | Алексей Ковальчук       | 1999                    | 206                     |                         |                         |
| 14                      | Никита Крот             | 1997                    | 208                     |                         |                         |
| 16                      | Михаил Сидоренко        | 2003                    | 207                     |                         |                         |
| Связующие               |                         |                         |                         |                         |                         |
| 7                       | Матиас Хираудо          | 1998                    | 202                     |                         |                         |
| 10                      | Егор Казбанов           | 1997                    | 203                     |                         |                         |
| Диагональные            |                         |                         |                         |                         |                         |
| 20                      | Никита Морозов          | 2002                    | 202                     |                         |                         |
| 22                      | Корней Эннс             | 2002                    | 203                     |                         |                         |

| №                               | Имя              | Год рождения | Рост        |             |             |
| Доигровщики                     | Доигровщики      | Доигровщики  | Доигровщики | Доигровщики | Доигровщики |
| ------------------------------- | ---------------- | ------------ | ----------- | ----------- | ----------- |
| 5                               | Андрей Квочко    | 2005         | 195         |             |             |
| 8                               | Клим Мозжухин    | 2004         | 198         |             |             |
| 17                              | Василий Капранов | 2005         | 198         |             |             |
| 25                              | Матвей Пипуныров | 2003         | 196         |             |             |
| Либеро                          |                  |              |             |             |             |
| 9                               | Сантьяго Данани  | 1995         | 175         |             |             |
| 12                              | Евгений Андреев  | 1995         | 176         |             |             |
| Главный тренер — Роман Емполов  |                  |              |             |             |             |
| Старший тренер — Сергей Орленко |                  |              |             |             |             |

## Молодёжная команда
Молодёжная команда «Факел» — трёхкратный победитель (2013/14, 2022/23, 2023/24), серебряный (2012/13, 2018/19, 2021/22) и бронзовый (2019/20, 2020/21) призёр Молодёжной волейбольной лиги; серебряный (2013, 2019, 2024, 2025) и бронзовый (2014) призёр Кубка лиги. Главный тренер команды — Андрей Михневич.

## Арена
С сезона-2016/17 домашние матчи «Факела» проходят во дворце спорта «Звёздный» (Новый Уренгой, Олимпийский микрорайон), вмещающем более 3000 зрителей.
Тренировочной базой «Факела» с 2016 года является культурно-спортивный центр «Газодобытчик» (Новый Уренгой, Ленинградский проспект).

## Пляжный волейбол
В октябре 2017 года в клубе было открыто отделение пляжного и снежного волейбола. «Факел» подписал контракты с Никитой Ляминым и Вячеславом Красильниковым, а в 2018 году — с Олегом Стояновским. Команда Красильников / Стояновский — первый в истории российского пляжного волейбола чемпион мира (2019) и серебряный призёр Олимпийских игр (Токио-2020). Тренер команды — Вячеслав Нирка.